# MMOGlider
MMOGlider (oftast bara kallat Glider) är en programvara som används i syftet att automatisera spelandet av det populära MMORPG:et "World of Warcraft".
MMOGlider hette tidigare WoWGlider, men på grund av en rättstvist med Blizzard Entertainment (nuvarande Activision Blizzard) så bytte de namn.
Programmet använder bland annat s.k. "waypoints" och diverse tekniker för att automatiskt skicka runt karaktären i världen och utföra enkla uppgifter, såsom att döda NPCs eller samla ihop pengar.
Att använda programmet strider mot World Of Warcrafts Terms of Service. Blir man upptäckt när man använder det kan man bli bannad.